# 1381
Portal Geschichte | Portal Biografien | Aktuelle Ereignisse | Jahreskalender | Tagesartikel

◄ |
13. Jahrhundert |
14. Jahrhundert
| 15. Jahrhundert | ►

◄ |
1350er |
1360er |
1370er |
1380er
| 1390er | 1400er | 1410er | ►

◄◄ |
◄ |
1377 |
1378 |
1379 |
1380 |
1381
| 1382 | 1383 | 1384 | 1385 | ► | ►►
Staatsoberhäupter  · Nekrolog
| Januar | Januar | Januar | Januar | Januar | Januar | Januar | Januar |
| Kw     | Mo     | Di     | Mi     | Do     | Fr     | Sa     | So     |
| 1      |        | 1      | 2      | 3      | 4      | 5      | 6      |
| 2      | 7      | 8      | 9      | 10     | 11     | 12     | 13     |
| 3      | 14     | 15     | 16     | 17     | 18     | 19     | 20     |
| 4      | 21     | 22     | 23     | 24     | 25     | 26     | 27     |
| 5      | 28     | 29     | 30     | 31     |        |        |        |
| ------ | ------ | ------ | ------ | ------ | ------ | ------ | ------ |

| Februar | Februar | Februar | Februar | Februar | Februar | Februar | Februar |
| Kw      | Mo      | Di      | Mi      | Do      | Fr      | Sa      | So      |
| 5       |         |         |         |         | 1       | 2       | 3       |
| 6       | 4       | 5       | 6       | 7       | 8       | 9       | 10      |
| 7       | 11      | 12      | 13      | 14      | 15      | 16      | 17      |
| 8       | 18      | 19      | 20      | 21      | 22      | 23      | 24      |
| 9       | 25      | 26      | 27      | 28      |         |         |         |
| ------- | ------- | ------- | ------- | ------- | ------- | ------- | ------- |

| März | März | März | März | März | März | März | März |
| Kw   | Mo   | Di   | Mi   | Do   | Fr   | Sa   | So   |
| 9    |      |      |      |      | 1    | 2    | 3    |
| 10   | 4    | 5    | 6    | 7    | 8    | 9    | 10   |
| 11   | 11   | 12   | 13   | 14   | 15   | 16   | 17   |
| 12   | 18   | 19   | 20   | 21   | 22   | 23   | 24   |
| 13   | 25   | 26   | 27   | 28   | 29   | 30   | 31   |
| ---- | ---- | ---- | ---- | ---- | ---- | ---- | ---- |

| April | April | April | April | April | April | April | April |
| Kw    | Mo    | Di    | Mi    | Do    | Fr    | Sa    | So    |
| 14    | 1     | 2     | 3     | 4     | 5     | 6     | 7     |
| 15    | 8     | 9     | 10    | 11    | 12    | 13    | 14    |
| 16    | 15    | 16    | 17    | 18    | 19    | 20    | 21    |
| 17    | 22    | 23    | 24    | 25    | 26    | 27    | 28    |
| 18    | 29    | 30    |       |       |       |       |       |
| ----- | ----- | ----- | ----- | ----- | ----- | ----- | ----- |

| Mai | Mai | Mai | Mai | Mai | Mai | Mai | Mai |
| Kw  | Mo  | Di  | Mi  | Do  | Fr  | Sa  | So  |
| 18  |     |     | 1   | 2   | 3   | 4   | 5   |
| 19  | 6   | 7   | 8   | 9   | 10  | 11  | 12  |
| 20  | 13  | 14  | 15  | 16  | 17  | 18  | 19  |
| 21  | 20  | 21  | 22  | 23  | 24  | 25  | 26  |
| 22  | 27  | 28  | 29  | 30  | 31  |     |     |
| --- | --- | --- | --- | --- | --- | --- | --- |

| Juni | Juni | Juni | Juni | Juni | Juni | Juni | Juni |
| Kw   | Mo   | Di   | Mi   | Do   | Fr   | Sa   | So   |
| 22   |      |      |      |      |      | 1    | 2    |
| 23   | 3    | 4    | 5    | 6    | 7    | 8    | 9    |
| 24   | 10   | 11   | 12   | 13   | 14   | 15   | 16   |
| 25   | 17   | 18   | 19   | 20   | 21   | 22   | 23   |
| 26   | 24   | 25   | 26   | 27   | 28   | 29   | 30   |
| ---- | ---- | ---- | ---- | ---- | ---- | ---- | ---- |

| Juli | Juli | Juli | Juli | Juli | Juli | Juli | Juli |
| Kw   | Mo   | Di   | Mi   | Do   | Fr   | Sa   | So   |
| 27   | 1    | 2    | 3    | 4    | 5    | 6    | 7    |
| 28   | 8    | 9    | 10   | 11   | 12   | 13   | 14   |
| 29   | 15   | 16   | 17   | 18   | 19   | 20   | 21   |
| 30   | 22   | 23   | 24   | 25   | 26   | 27   | 28   |
| 31   | 29   | 30   | 31   |      |      |      |      |
| ---- | ---- | ---- | ---- | ---- | ---- | ---- | ---- |

| August | August | August | August | August | August | August | August |
| Kw     | Mo     | Di     | Mi     | Do     | Fr     | Sa     | So     |
| 31     |        |        |        | 1      | 2      | 3      | 4      |
| 32     | 5      | 6      | 7      | 8      | 9      | 10     | 11     |
| 33     | 12     | 13     | 14     | 15     | 16     | 17     | 18     |
| 34     | 19     | 20     | 21     | 22     | 23     | 24     | 25     |
| 35     | 26     | 27     | 28     | 29     | 30     | 31     |        |
| ------ | ------ | ------ | ------ | ------ | ------ | ------ | ------ |

| September | September | September | September | September | September | September | September |
| Kw        | Mo        | Di        | Mi        | Do        | Fr        | Sa        | So        |
| 35        |           |           |           |           |           |           | 1         |
| 36        | 2         | 3         | 4         | 5         | 6         | 7         | 8         |
| 37        | 9         | 10        | 11        | 12        | 13        | 14        | 15        |
| 38        | 16        | 17        | 18        | 19        | 20        | 21        | 22        |
| 39        | 23        | 24        | 25        | 26        | 27        | 28        | 29        |
| 40        | 30        |           |           |           |           |           |           |
| --------- | --------- | --------- | --------- | --------- | --------- | --------- | --------- |

| Oktober | Oktober | Oktober | Oktober | Oktober | Oktober | Oktober | Oktober |
| Kw      | Mo      | Di      | Mi      | Do      | Fr      | Sa      | So      |
| 40      |         | 1       | 2       | 3       | 4       | 5       | 6       |
| 41      | 7       | 8       | 9       | 10      | 11      | 12      | 13      |
| 42      | 14      | 15      | 16      | 17      | 18      | 19      | 20      |
| 43      | 21      | 22      | 23      | 24      | 25      | 26      | 27      |
| 44      | 28      | 29      | 30      | 31      |         |         |         |
| ------- | ------- | ------- | ------- | ------- | ------- | ------- | ------- |

| November | November | November | November | November | November | November | November |
| Kw       | Mo       | Di       | Mi       | Do       | Fr       | Sa       | So       |
| 44       |          |          |          |          | 1        | 2        | 3        |
| 45       | 4        | 5        | 6        | 7        | 8        | 9        | 10       |
| 46       | 11       | 12       | 13       | 14       | 15       | 16       | 17       |
| 47       | 18       | 19       | 20       | 21       | 22       | 23       | 24       |
| 48       | 25       | 26       | 27       | 28       | 29       | 30       |          |
| -------- | -------- | -------- | -------- | -------- | -------- | -------- | -------- |

| Dezember | Dezember | Dezember | Dezember | Dezember | Dezember | Dezember | Dezember |
| Kw       | Mo       | Di       | Mi       | Do       | Fr       | Sa       | So       |
| 48       |          |          |          |          |          |          | 1        |
| 49       | 2        | 3        | 4        | 5        | 6        | 7        | 8        |
| 50       | 9        | 10       | 11       | 12       | 13       | 14       | 15       |
| 51       | 16       | 17       | 18       | 19       | 20       | 21       | 22       |
| 52       | 23       | 24       | 25       | 26       | 27       | 28       | 29       |
| 1        | 30       | 31       |          |          |          |          |          |
| -------- | -------- | -------- | -------- | -------- | -------- | -------- | -------- |

| Januar | Januar | Januar | Januar | Januar | Januar | Januar | Januar |
| Kw     | Mo     | Di     | Mi     | Do     | Fr     | Sa     | So     |
| 1      |        | 1      | 2      | 3      | 4      | 5      | 6      |
| 2      | 7      | 8      | 9      | 10     | 11     | 12     | 13     |
| 3      | 14     | 15     | 16     | 17     | 18     | 19     | 20     |
| 4      | 21     | 22     | 23     | 24     | 25     | 26     | 27     |
| 5      | 28     | 29     | 30     | 31     |        |        |        |
| ------ | ------ | ------ | ------ | ------ | ------ | ------ | ------ |

| Februar | Februar | Februar | Februar | Februar | Februar | Februar | Februar |
| Kw      | Mo      | Di      | Mi      | Do      | Fr      | Sa      | So      |
| 5       |         |         |         |         | 1       | 2       | 3       |
| 6       | 4       | 5       | 6       | 7       | 8       | 9       | 10      |
| 7       | 11      | 12      | 13      | 14      | 15      | 16      | 17      |
| 8       | 18      | 19      | 20      | 21      | 22      | 23      | 24      |
| 9       | 25      | 26      | 27      | 28      |         |         |         |
| ------- | ------- | ------- | ------- | ------- | ------- | ------- | ------- |

| März | März | März | März | März | März | März | März |
| Kw   | Mo   | Di   | Mi   | Do   | Fr   | Sa   | So   |
| 9    |      |      |      |      | 1    | 2    | 3    |
| 10   | 4    | 5    | 6    | 7    | 8    | 9    | 10   |
| 11   | 11   | 12   | 13   | 14   | 15   | 16   | 17   |
| 12   | 18   | 19   | 20   | 21   | 22   | 23   | 24   |
| 13   | 25   | 26   | 27   | 28   | 29   | 30   | 31   |
| ---- | ---- | ---- | ---- | ---- | ---- | ---- | ---- |

| April | April | April | April | April | April | April | April |
| Kw    | Mo    | Di    | Mi    | Do    | Fr    | Sa    | So    |
| 14    | 1     | 2     | 3     | 4     | 5     | 6     | 7     |
| 15    | 8     | 9     | 10    | 11    | 12    | 13    | 14    |
| 16    | 15    | 16    | 17    | 18    | 19    | 20    | 21    |
| 17    | 22    | 23    | 24    | 25    | 26    | 27    | 28    |
| 18    | 29    | 30    |       |       |       |       |       |
| ----- | ----- | ----- | ----- | ----- | ----- | ----- | ----- |

| Mai | Mai | Mai | Mai | Mai | Mai | Mai | Mai |
| Kw  | Mo  | Di  | Mi  | Do  | Fr  | Sa  | So  |
| 18  |     |     | 1   | 2   | 3   | 4   | 5   |
| 19  | 6   | 7   | 8   | 9   | 10  | 11  | 12  |
| 20  | 13  | 14  | 15  | 16  | 17  | 18  | 19  |
| 21  | 20  | 21  | 22  | 23  | 24  | 25  | 26  |
| 22  | 27  | 28  | 29  | 30  | 31  |     |     |
| --- | --- | --- | --- | --- | --- | --- | --- |

| Juni | Juni | Juni | Juni | Juni | Juni | Juni | Juni |
| Kw   | Mo   | Di   | Mi   | Do   | Fr   | Sa   | So   |
| 22   |      |      |      |      |      | 1    | 2    |
| 23   | 3    | 4    | 5    | 6    | 7    | 8    | 9    |
| 24   | 10   | 11   | 12   | 13   | 14   | 15   | 16   |
| 25   | 17   | 18   | 19   | 20   | 21   | 22   | 23   |
| 26   | 24   | 25   | 26   | 27   | 28   | 29   | 30   |
| ---- | ---- | ---- | ---- | ---- | ---- | ---- | ---- |

| Juli | Juli | Juli | Juli | Juli | Juli | Juli | Juli |
| Kw   | Mo   | Di   | Mi   | Do   | Fr   | Sa   | So   |
| 27   | 1    | 2    | 3    | 4    | 5    | 6    | 7    |
| 28   | 8    | 9    | 10   | 11   | 12   | 13   | 14   |
| 29   | 15   | 16   | 17   | 18   | 19   | 20   | 21   |
| 30   | 22   | 23   | 24   | 25   | 26   | 27   | 28   |
| 31   | 29   | 30   | 31   |      |      |      |      |
| ---- | ---- | ---- | ---- | ---- | ---- | ---- | ---- |

| August | August | August | August | August | August | August | August |
| Kw     | Mo     | Di     | Mi     | Do     | Fr     | Sa     | So     |
| 31     |        |        |        | 1      | 2      | 3      | 4      |
| 32     | 5      | 6      | 7      | 8      | 9      | 10     | 11     |
| 33     | 12     | 13     | 14     | 15     | 16     | 17     | 18     |
| 34     | 19     | 20     | 21     | 22     | 23     | 24     | 25     |
| 35     | 26     | 27     | 28     | 29     | 30     | 31     |        |
| ------ | ------ | ------ | ------ | ------ | ------ | ------ | ------ |

| September | September | September | September | September | September | September | September |
| Kw        | Mo        | Di        | Mi        | Do        | Fr        | Sa        | So        |
| 35        |           |           |           |           |           |           | 1         |
| 36        | 2         | 3         | 4         | 5         | 6         | 7         | 8         |
| 37        | 9         | 10        | 11        | 12        | 13        | 14        | 15        |
| 38        | 16        | 17        | 18        | 19        | 20        | 21        | 22        |
| 39        | 23        | 24        | 25        | 26        | 27        | 28        | 29        |
| 40        | 30        |           |           |           |           |           |           |
| --------- | --------- | --------- | --------- | --------- | --------- | --------- | --------- |

| Oktober | Oktober | Oktober | Oktober | Oktober | Oktober | Oktober | Oktober |
| Kw      | Mo      | Di      | Mi      | Do      | Fr      | Sa      | So      |
| 40      |         | 1       | 2       | 3       | 4       | 5       | 6       |
| 41      | 7       | 8       | 9       | 10      | 11      | 12      | 13      |
| 42      | 14      | 15      | 16      | 17      | 18      | 19      | 20      |
| 43      | 21      | 22      | 23      | 24      | 25      | 26      | 27      |
| 44      | 28      | 29      | 30      | 31      |         |         |         |
| ------- | ------- | ------- | ------- | ------- | ------- | ------- | ------- |

| November | November | November | November | November | November | November | November |
| Kw       | Mo       | Di       | Mi       | Do       | Fr       | Sa       | So       |
| 44       |          |          |          |          | 1        | 2        | 3        |
| 45       | 4        | 5        | 6        | 7        | 8        | 9        | 10       |
| 46       | 11       | 12       | 13       | 14       | 15       | 16       | 17       |
| 47       | 18       | 19       | 20       | 21       | 22       | 23       | 24       |
| 48       | 25       | 26       | 27       | 28       | 29       | 30       |          |
| -------- | -------- | -------- | -------- | -------- | -------- | -------- | -------- |

| Dezember | Dezember | Dezember | Dezember | Dezember | Dezember | Dezember | Dezember |
| Kw       | Mo       | Di       | Mi       | Do       | Fr       | Sa       | So       |
| 48       |          |          |          |          |          |          | 1        |
| 49       | 2        | 3        | 4        | 5        | 6        | 7        | 8        |
| 50       | 9        | 10       | 11       | 12       | 13       | 14       | 15       |
| 51       | 16       | 17       | 18       | 19       | 20       | 21       | 22       |
| 52       | 23       | 24       | 25       | 26       | 27       | 28       | 29       |
| 1        | 30       | 31       |          |          |          |          |          |
| -------- | -------- | -------- | -------- | -------- | -------- | -------- | -------- |

## Ereignisse

### Politik und Weltgeschehen

#### Heiliges Römisches Reich
- 1. Februar: Die Stadt Siegen geht vollständig an das Fürstenhaus Nassau-Siegen.
- 20. März: Der zweite Rheinische Städtebund wird gegründet, dem unter anderem die Städte Frankfurt, Mainz, Worms, Speyer und Straßburg angehören. Dieser Bund schließt sich jedoch schon im gleichen Jahr mit dem Schwäbischen Bund zum Süddeutschen Städtebund zusammen.
- 15. Mai: Der fränkische Raubritter Eppelein von Gailingen wird mit einigen Verbündeten nach einer Nacht in Burg Thann in Neumarkt in der Oberpfalz durch Rädern hingerichtet.
- 7. Dezember: Hochmeister Winrich von Kniprode erteilt der Siedlung Neidenburg das Stadtrecht.
- Die Mandelsloher Fehde endet mit einer Sühne.

#### England

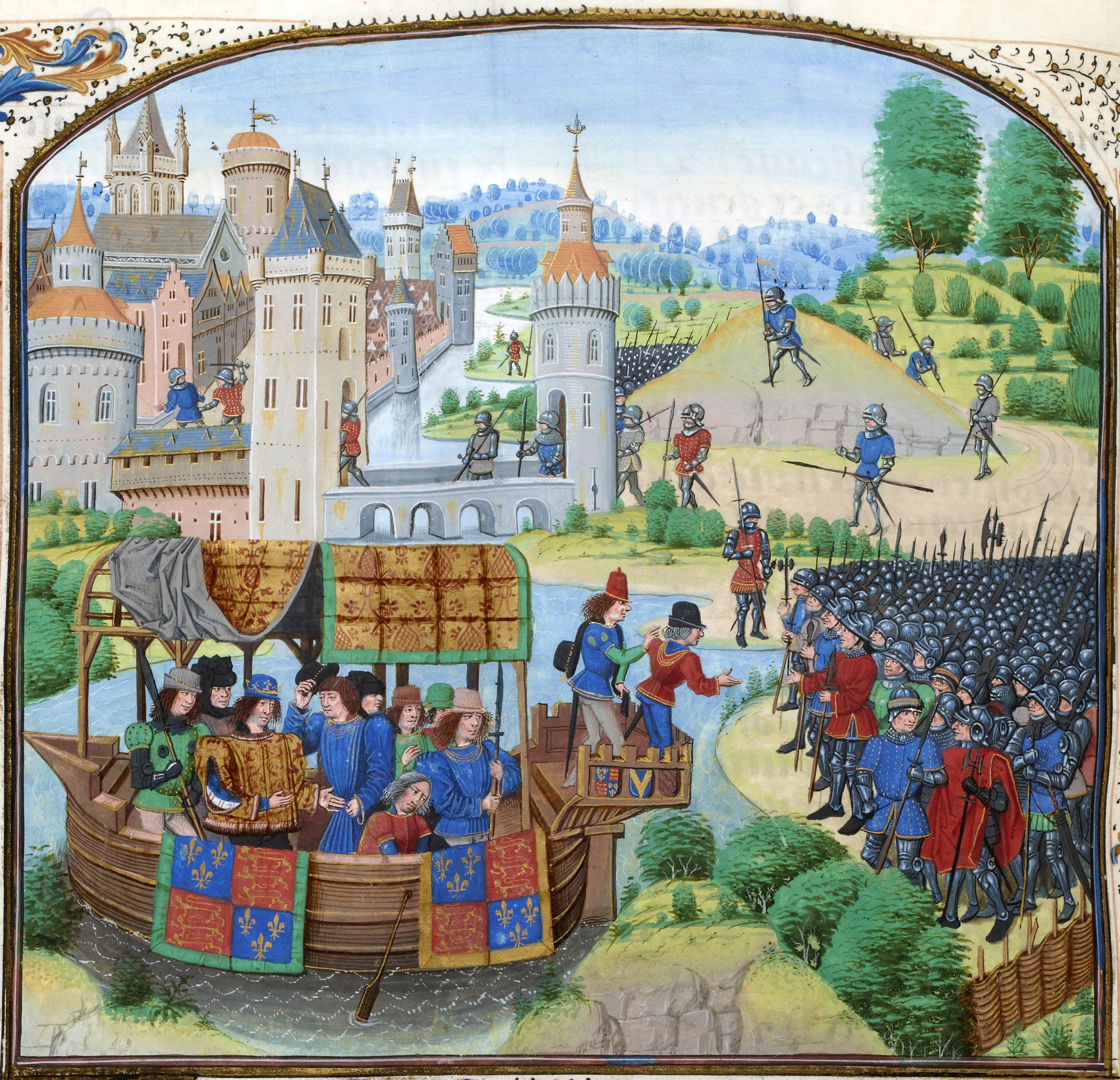
König Richard II. trifft die Aufständischen.
(Darstellung aus dem 15. Jh.)

- Ende Mai/Anfang Juni: Ein Bauernaufstand unter Wat Tyler, John Ball und Jack Straw beginnt in England.
- 14. Juni: Der englische König Richard II. hört sich in London die Forderungen von Aufständischen und Bauern an. Am nächsten Tag wird der Anführer Wat Tyler während der Verhandlungen ermordet und der Aufstand bricht zusammen. Einzelne Führer, unter ihnen John Ball, werden einen Monat später hingerichtet.

#### Iberische Halbinsel
- Juan Fernandez de Andeiro vermittelt ein neuerliches Bündnis zwischen König Ferdinand I. von Portugal und John of Gaunt, 1. Duke of Lancaster, die gemeinsam den dritten Ferdinandinischen Krieg gegen König Johann I. von Kastilien und León. Allerdings kommt es zu Streit zwischen den Verbündeten, als englische Truppen in Lissabon zu plündern beginnen, ohne von ihren Befehlshabern daran gehindert zu werden.

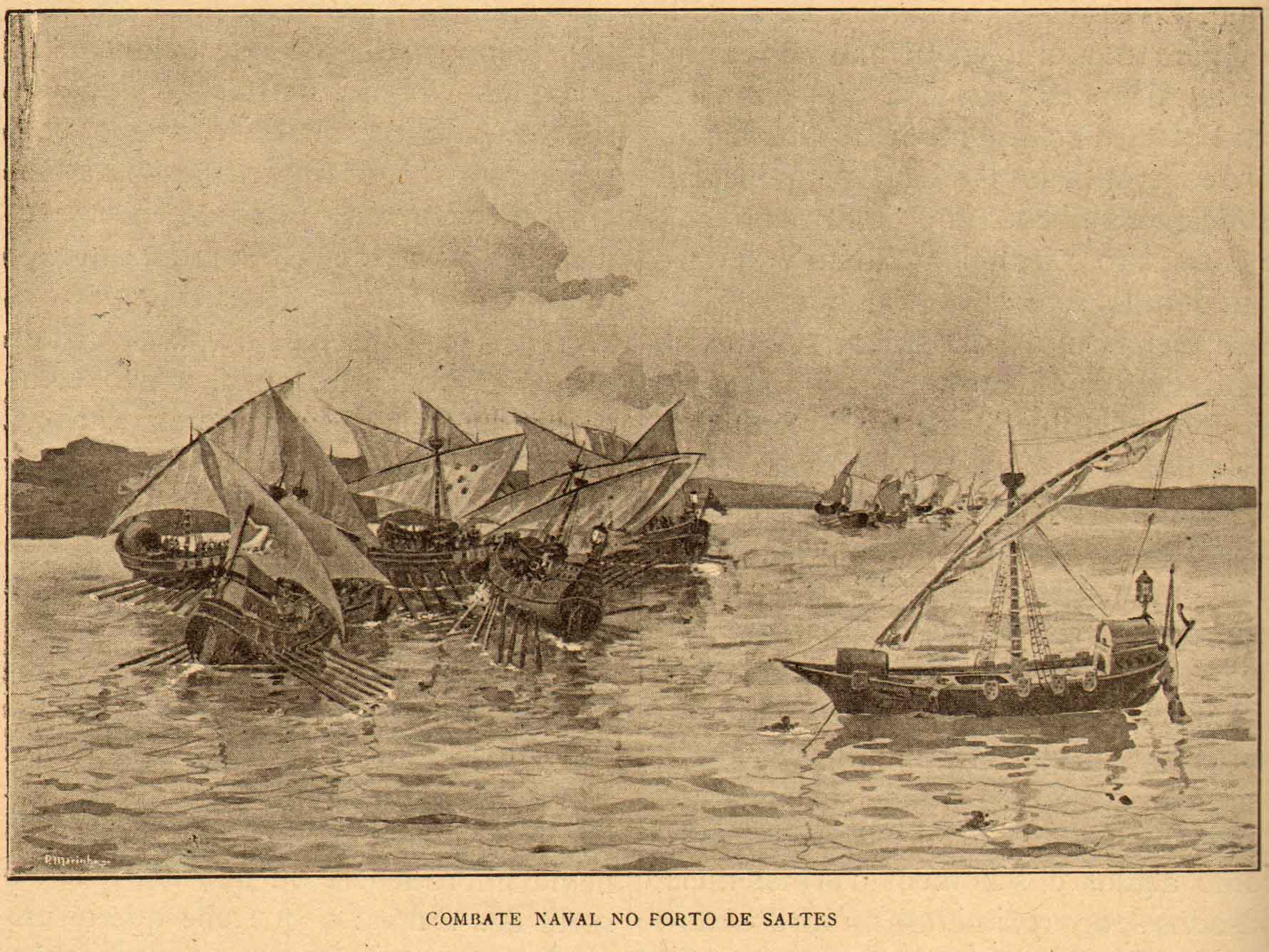
Seeschlacht vor Saltés

- 17. Juli: In der Seeschlacht vor Saltés erleiden die verbündeten Portugiesen und Engländer unter dem Befehl von Juan Alfonso Tello, VI. Graf von Barcelos eine vernichtende Niederlage gegen eine kastilische Flotte unter Fernando Sánchez de Tovar. Das führt bis auf Weiteres zu einer Vorherrschaft Kastiliens zur See.

#### Seerepubliken
Venedig besiegt Genua im Chioggia-Krieg. Im von Graf Amadeus VI. von Savoyen vermittelten Friedensvertrag von Turin scheidet Genua zwar nicht vollständig aus dem Konzert der Seerepubliken aus, doch muss es sich der venezianischen Vorherrschaft, besonders im östlichen Mittelmeer, beugen. Innere Streitigkeiten zwischen Guelfen und Ghibellinen tragen weiter zur Schwächung Genuas bei. Die Stadt Chioggia erholt sich von den Verwüstungen des Krieges nie mehr vollständig. Die örtliche Salzindustrie, die schon vor dem Krieg in der Krise war, bricht vollends zusammen und deckt nur mehr den Eigenbedarf. Die Seefahrer der Stadt beschränkten sich auf die Lagunen- und Küstenfischerei. Die bis 1379 blühende Stadt gerät im 15. Jahrhundert vollends unter venezianische Kontrolle.

#### Balkan
- 1380/1381: In der Schlacht bei Dubravnica siegen die Truppen des serbischen Fürsten Lazar Hrebeljanović unter dem Heerführer Crep Vukoslavić über das Osmanische Reich. Es handelt sich um die erste militärische Konfrontation des so genannten Morava-Serbien mit den Osmanen.

#### Urkundliche Ersterwähnungen
- Les Genevez wird erstmals urkundlich erwähnt.

### Gesellschaft
Der bretonische Herzog Johann V. gründet den Hermelinorden. Als einziger Ritterorden gestattet er auch Damen die Mitgliedschaft.

## Geboren

### Geburtsdatum gesichert
- 13. Januar: Colette von Corbie, französische Äbtissin der Klarissinnen, katholische Heilige († 1447)
- 13. Oktober: Thomas Fitzalan, englischer Adeliger († 1415)

### Genaues Geburtsdatum unbekannt
- vor dem 27. Oktober: Elisabeth von der Pfalz, Herzogin von Österreich († 1408)
- Giovanni Cavalcanti, italienischer Geschichtsschreiber († um 1451)
- Jakob von Paradies, römisch-katholischer Theologe, Mönch und Autor († 1465)
- Jean I., Herzog von Bourbon († 1434)
- Laurentius von Ratibor, schlesischer Astronom, Mathematiker und Theologe († 1448)
- Leonhard von Laiming, Fürstbischof von Passau († 1451)
- Peter III. von Rosenberg, böhmischer Adliger († 1406)
- Rita von Cascia, katholische Heilige († 1447)
- Shōtetsu, japanischer Mönch und Dichter († 1459)
- Taccola, italienischer Ingenieur, Künstler und Beamter der Stadt Siena († 1453)
- Agnes von Tengen, Äbtissin von Buchau († 1426)

### Geboren um 1381
- John Stewart, schottischer Adeliger und Militär († 1424)

## Gestorben

### Todesdatum gesichert
- 3. Januar: Marquard I. von Randeck, Bischof von Augsburg und Patriarch von Aquileja (* um 1300)
- 6. Januar: Gilbert de Umfraville, englischer Adeliger (* 1310)
- 1. Februar: Konrad von dem Eichhorn, Bürgermeister der Reichsstadt Aachen
- 11. März: Johann II., Graf von Saarbrücken (* 1310/1313)
- 24. März: Katharina von Schweden, Äbtissin von Vadstena und Tochter von Birgitta von Schweden (* 1331/1332)
- 15. Mai: Eppelein von Gailingen, fränkischer Raubritter (* um 1320)
- 21. Mai: Friedrich der Strenge, Landgraf von Thüringen und Markgraf von Meißen (* 1332)
- 6. Juni: Melchior von Braunschweig-Grubenhagen, Bischof von Osnabrück und Schwerin (* 1341)
- 14. Juni: Simon Sudbury, Bischof von London, Erzbischof von Canterbury und Kanzler von England (* um 1316)
- 15. Juni: Wat Tyler, englischer Bauernführer
- 26. Juni: Geoffrey Lister, englischer Rebell
- 5. Juli: Beatrice von Portugal, Infantin von Portugal und Gräfin von Alburquerque (* um 1347)
- 12./13. Juli: Bartolomeo II. della Scala, Herr von Verona und Vicenza (* 1361)
- 15. Juli: John Ball, englischer Priester und Aufständischer (* 1335)
- 21. Juli: Konrad VI. von Haimberg, Bischof von Regensburg
- 1. August: Jakob Pleskow, Bürgermeister von Lübeck (* um 1323)
- 5. August: Leopold von Sturmberg, Bischof von Freising
- 23. August: Jakob Colyn, Bürgermeister der Reichsstadt Aachen
- 27. August: Simone Borsano, Erzbischof von Mailand und Kardinal (* um 1310)
- 11. September: Almaric St Amand, englischer Adeliger, Militär und Beamter  (* 1314)
- 28. September: Taddea Visconti, Herzogin von Bayern (* um 1352)
- 16. Oktober: Withego II. Hildbrandi, Bischof von Naumburg
- 19. November: Thomas von Frignano, franziskanischer Generalminister, Patriarch von Grado und Kardinal (* um 1305)
- 2. Dezember: Jan van Ruysbroek, flämischer mittelalterlicher Theologe und Mystiker (* 1293)
- 27. Dezember: Edmund Mortimer, englischer Adeliger (* 1352)

### Genaues Todesdatum unbekannt
- Gaston de Béarn, Erbe von Foix und Béarn (* um 1365)
- Robert Hales, Prior des Johanniterordens und Schatzkanzler von England (* um 1325)
- Johann II., Graf von Blois und Dunois (* um 1345)
- Wenzel I., Herzog von Troppau (* um 1361)